# Cavineña jezik
Cavineña jezik (ISO 639-3: cav), jezik Cavineña Indijanaca duž rijeke Beni jugoistočno od grada Riberalta u Boliviji. Govori ga oko 1 180 ljudi (Adelaar 2000) od 1 736 etničkih pripadnika (Adelaar 2000).
Klasificira se porodici tacana, i užoj skupini araona-tacana unutar koje je jedini predstavnik istoimene podskupine. 

## Vanjske poveznice
- Ethnologue (14th)
- Ethnologue (15th)

Ethnologue (16th)